# Nuggets (collana di compilation)
Nuggets è una collana di album compilazioni inizialmente pubblicata dalla Elektra Records, poi continuata dalla Rhino Records.
Oltre a 5 cofanetti, negli anni '80 sono stati pubblicati 12 album in vinile più 3 CD singoli e nel 2004 sono stati pubblicati 2 nuovi CD. Il nome della serie, così come il suo concept, è collegato alla compilazione in doppie LP del 1972 intitolata Nuggets: Original Artyfacts from the First Psychedelic Era, 1965-1968, originariamente curata da Lenny Kaye e pubblicato su Elektra Records.
Gli album pubblicati dalla Rhino Records tra il 1984 ed il 1989 sono simili a quelli della compilation originale di Kaye. Mentre molte delle canzoni dei quindici album della serie degli anni '80 sono apparse sul doppio LP originale dei Nuggets, altre erano nuove per la serie e alcune furono inserite nel set di 4 cd della Rhino pubblicati nel 1998. La serie si concentra principalmente su sonorità garage rock relativamente oscure e canzoni di rock psichedelico degli anni '60, ma con alcuni successi e canzoni orientate al pop. Sebbene la maggior parte della musica sia stata registrata da gruppi statunitensi, ci sono alcune eccezioni, come The Troggs (inglesi) e The Easybeats (australiani). Generalmente, la musica su Nuggets è meno oscura e raffinata rispetto a quella di altre collane di garage rock, come Back from the Grave o Pebbles.

## Discografia

### Original Compilation
- Nuggets: Original Artyfacts from the First Psychedelic Era, 1965–1968

### Series 1984-1989
I 15 volumi della serie Nuggets realizzati dalla Rhino Records tra il 1984 ed il 1989.
- Nuggets, Volume 1: The Hits
- Nuggets, Volume 2: Punk
- Nuggets, Volume 3: Pop
- Nuggets, Volume 4: Pop Part Two
- Nuggets, Volume 5: Pop Part Three
- Nuggets, Volume 6: Punk Part Two
- Nuggets, Volume 7: Early San Francisco
- Nuggets, Volume 8: The Northwest
- Nuggets, Volume 9: Acid Rock
- Nuggets, Volume 10: Folk Rock
- Nuggets, Volume 11: Pop Part Four
- Nuggets, Volume 12: Punk Part Three
- Nuggets: A Classic Collection From The Psychedelic Sixties
- More Nuggets: Classics From The Psychedelic Sixties Volume 2
- Even More Nuggets: Classics From The Psychedelic Sixties Volume Three

### Cofanetti
- Nuggets: Original Artyfacts from the First Psychedelic Era, 1965–1968
- Nuggets II: Original Artyfacts from the British Empire and Beyond, 1964–1969 - a box set of non-U.S. psychedelic rock released between 1964 and 1969
- Children of Nuggets: Original Artyfacts from the Second Psychedelic Era, 1976–1995 - the third box set in Nuggets series, compiling psychedelic rock released after 1975
- Love Is the Song We Sing: San Francisco Nuggets 1965–1970
- Where the Action Is! Los Angeles Nuggets: 1965–1968

### altre compilazioni
- Hallucinations: Psychedelic Pop Nuggets from the WEA Vaults
- Come to the Sunshine: Soft Pop Nuggets from the WEA Vaults
- Down Under Nuggets: Original Australian Artyfacts, 1965 - 1967